# Showgate RADIO
Showgate RADIO（ショウゲート ラジオ）は、ショウゲート（現・博報堂DYミュージック&ピクチャーズ）が運営していたインターネットラジオサイト。同社が提供するアニメーションのプロモーション番組（アニラジ）を配信していた。
2006年10月1日に、コナミグループのポータルサイト i-revoの協力を得て「i-revo＆TE-A room」としてリニューアルし、ウェブデザインやURLの上ではi-revoの一部となる。
2007年、TE-A roomからTE-A ROOMに表記が変更され、サイト名も「i-revo TE-A ROOM」となる。
2007年10月1日、TE-A ROOMから「Showgate RADIO」となる。
サイト開設時、ショウゲートの社名は東芝エンタテインメントであり、「TE-A ROOM」の名は、「東芝エンタテインメント アニメルーム （Toshiba Entertainment Anime Room）」から来ている。ショウゲートへ社名変更された2007年6月1日、「近日『TE-A ROOM』の名称も変更予定?!」とTE-A ROOMのホームページで発表され、「Showgate RADIO」になった。
会社の方針としてアニメ作品の制作を縮小することになり、またShowgate RADIOの責任者の伊平が退職したため、2008年9月末をもって閉鎖となった。

## 概要
- 責任者は、ショウゲートのアニメプロデューサー（当時）の伊平崇耶。
- ほとんどの番組が無料で視聴できた。
- バックナンバーはほとんどの番組で「過去4回分程度」と記載されていたが、実際は番組によって異なっていた。
- 番組の更新は夜22時が通例だが、『素敵看板娘』の場合は朝7時更新となっていた。
- 更新日に公開できなかったり、公開時間になっても更新できていないことがあった。
- 更新終了後も、長期にわたり番組ページにアクセスでき、聴取もできることが多かった。

## 番組
（〔〕内はプロモーション対象）
※ の番組の視聴にはi-revoの会員登録（無料）が必要。

### 月曜日
- ラジオ神無月 〔神無月の巫女〕（2004年10月4日～2006年3月28日）
- エマ放送協會 Ch2 総合ラジオ 〔エマ〕（2005年3月7日～8月）
- お姉ちゃんは魔法少女? 〔奥さまは魔法少女〕（2005年7月7日～10月18日、隔週）
- コヨーテ レディオショー 〔コヨーテ ラグタイムショー〕（2006年4月28日～11月6日）

### 火曜日
- ラジオげんしけん 〔げんしけん〕（2004年7月～12月）
- 千葉紗子のびん・かん! ドクロちゃんねる 〔撲殺天使ドクロちゃん〕（2005年1月25日～9月27日）
- 女子高生digitalラジオ 〔女子高生 GIRLS-HIGH〕（2005年12月20日～2006年10月5日）
- びん・かん! ドクロちゃんねる ファイヤー!（仮） 〔撲殺天使ドクロちゃん（仮）〕（2007年3月27日～12月25日）
- げんちょけん おたくならぢを（2007年10月26日～2008年2月8日）
- 京四郎と永遠の空 （2007年2月28日～2007年9月19日）

### 水曜日
- 千葉紗子・西村ちなみの円盤皇女ワるきゅーレ アキドラジオ 〔円盤皇女ワるきゅーレ〕（2004年10月13日～2005年10月27日、隔週）
- ネットの向こうの君へ 〔ノエイン もうひとりの君へ〕（2005年10月12日～2006年9月29日）
- 素敵看板娘〔無敵看板娘〕（2006年5月17日～12月20日）
- RADIO京四郎 〔京四郎と永遠の空〕（2006年8月30日～2007年9月19日、隔週） ※

### 金曜日
- まじかるナースステーション乙乙！ 〔ナースウィッチ小麦ちゃんマジカルてZ〕（2004年7月～2005年10月28日）
- 日本橋天女放送局 〔落語天女おゆい〕（2005年12月16日～2006年5月）
- 峠のラジオ 〔大魔法峠〕（2005年12月16日～2007年3月30日）
- UPLIFTかくかたりきセカンドシーズン（2007年6月15日～7月6日：配信元はキャララジオ）
- 英梨と聡美のHENTAIですか? ～全国のタカヤさんをごひいきします★～ プロデュース by こはるびより...（2008年1月11日～2月1日：配信元はキャララジオ）

### 土曜日
- 中原麻衣・岩田光央のラジオネレイス 〔光と水のダフネ〕（2004年2月11日～2004年9月4日）

### 曜日不明
- うらけん 〔げんしけん〕（2004年10月～2005年4月、不定期）
- ほほえみのネットラジオ 〔グレネーダー ～ほほえみの閃士～〕（2004年10月～2005年6月）

### 関連番組
- UPLIFTかくかたりき （2006年10月13日～11月17日） UPLIFTとTE-A room各番組のパーソナリティが出演し、キャララジオで配信